# Edwin Stephen Goodrich
Pour les articles homonymes, voir Goodrich.
Edwin Stephen Goodrich (21 juin 1868, Weston-super-Mare - 6 janvier 1946, Oxford), est un zoologiste britannique, spécialisé dans l'anatomie comparée, l'embryologie, la paléontologie et l'évolution. Il occupe la chaire Linacre de zoologie à l'Université d'Oxford de 1921 à 1946. Il sert en tant que rédacteur de la revue Quarterly Journal of Microscopical Science de 1920 jusqu'à sa mort.

## Biographie
Edwin Stephen Goodrich est le fils du révérend Octavius Pitt Goodrich et de Frances Lucinda Parker. Son père meurt alors qu'il n'a que deux semaines, et sa mère part s'installer avec ses enfants en France, à Pau. Alors que son frère aîné retourne étudier en Angleterre, Edwin, jugé plus fragile, fréquente l'école locale et un lycée français. Il retourne dans son pays natal à l'âge de vingt ans, en 1888, et entre à la Slade School of Fine Art à la University College de Londres ; il y rencontre Edwin Ray Lankester, qui l'intéresse à la zoologie.
En déménageant de Londres à Oxford, Goodrich entre au Merton College d'Oxford comme étudiant en 1892 et, tout en travaillant comme assistant de Lankester, étudie pour l'examen de zoologie. Il reçoit le Rolleston Memorial Prize en 1894 et est diplômé avec la mention très bien l'année suivante.
En 1913, Goodrich épouse Helen Pixell, une protozoologiste renommée, qui l'aide grandement dans son travail. La formation artistique de Goodrich aussi lui est toujours fort utile. Il dessine des diagrammes remarquables pour leur beauté et leur clarté lors de ses cours (ses étudiants avaient l'habitude de photographier le tableau noir avant qu'il ne soit effacé), dans ses livres et ses articles. Il expose également ses aquarelles de paysages à Londres. Goodrich devient fellow de la Royal Society en 1905 et reçoit sa médaille royale en 1936. Il est membre honoraire de la New York Academy of Sciences et de nombreuses autres académies, reçoit de nombreux doctorats honorifiques. En 1945, Lev Berg, de Leningrad, envoie un message via Julian Huxley : « Je vous prie de dire à [Goodrich] que ... nous nous considérons tous comme ses élèves. » Goodrich était un petit homme, chic, mince et plein d'humour.

## Carrière
Lorsque Lankester occupe la chaire Linacre de zoologie à l'université d'Oxford, il fait de Goodrich son assistant en 1892, ce qui marque le début des recherches qui pendant un demi-siècle feront de Goodrich le plus grand spécialiste d'anatomie comparée parmi ses contemporains. En 1921, Goodrich est nommé au poste de son ancien mentor, qu'il occupe jusqu'en 1945.
Depuis le début de ses recherches, dont plusieurs sont consacrées aux organismes marins, Goodrich acquiert une connaissance de première main sur la faune marine de Plymouth, Roscoff, Banyuls-sur-Mer, Naples, Heligoland, des Bermudes, Madère et les îles Canaries. Il voyage également beaucoup en Europe, aux États-Unis, en Afrique du Nord, en Inde, à Ceylan, en Malaisie et à Java. Il travaille sur le rôle des conduits reliant les centres des organes animaux à l'extérieur, comme les néphridies du système excrétoire et les cœlomoductes servant à libérer les cellules germinales. Ces deux sortes de tubes peuvent paraître similaires, chacun s'ouvrant dans la cavité du corps à travers un entonnoir entouré de cils qui créent un courant de fluide. Dans certains groupes de la néphridie peuvent disparaître (comme chez les vertébrés, où les néphridies semblent avoir été converties en thymus), et les cœlomoductes auraient alors pris la fonction supplémentaire de l'excrétion. C'est pourquoi l'humain mâle a un système génito-urinaire. Avant l'analyse de Goodrich, le sujet était entièrement inconnu.

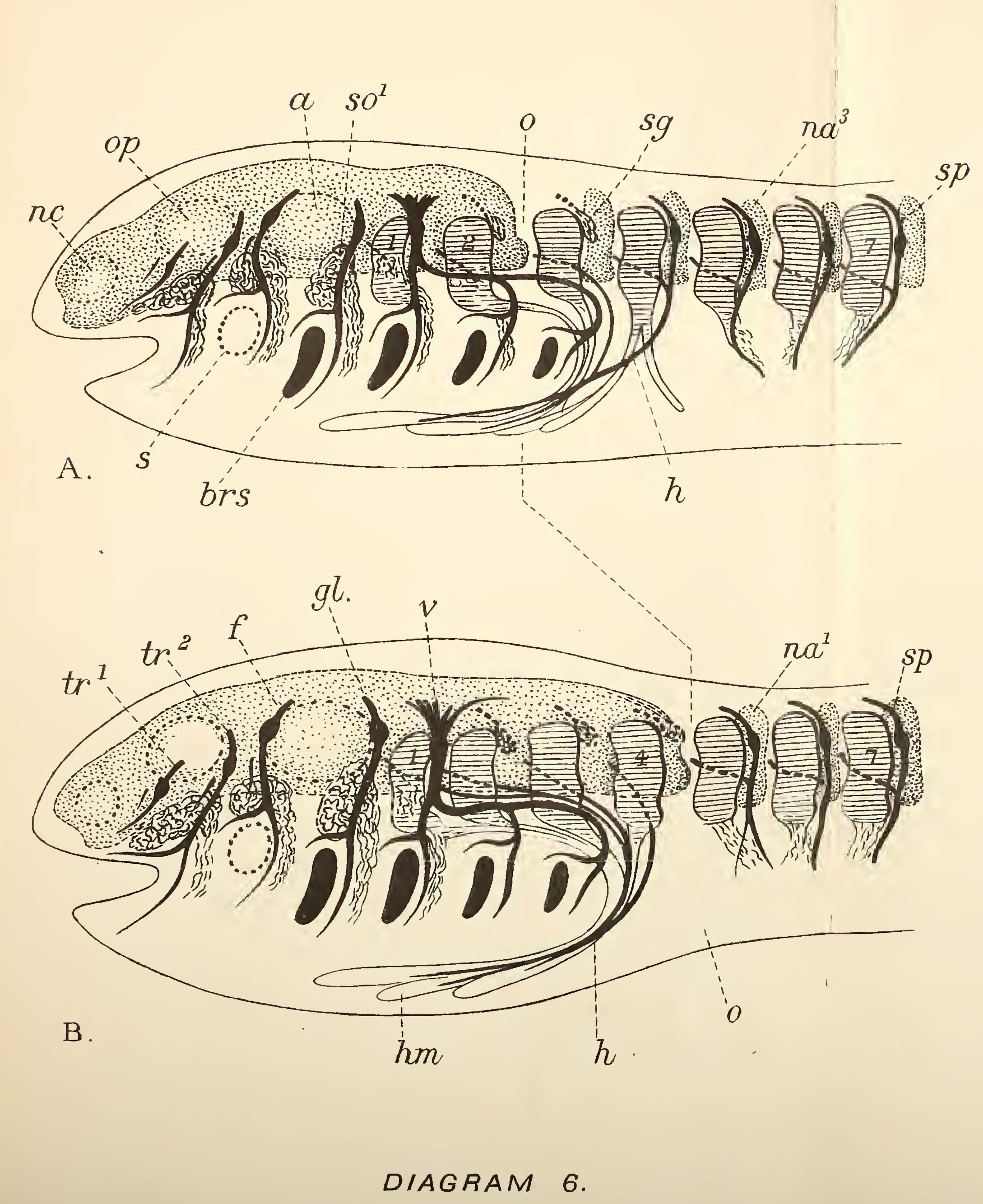
Représentation comparée de la segmentation d'un amphibien (en haut) et d'un amniote (en bas), par E.S. Goodrich en 1913.

Goodrich établit qu'un motoneurone reste lié à son segment musculaire (l'unité motrice), et peut ainsi être grandement déplacé lors du développement. Il montre que les organes peuvent être homologues sans provenir des mêmes segments du corps. Par exemple, les nageoires et les membres des vertébrés, ou l'arc occipital (à l'arrière du crâne), qui peut se situer selon les vertébrés de la cinquième au neuvième segment.
Il travaille aussi sur la structure des écailles de poissons, vivants et fossiles, et sur l'intérêt de celle-ci pour leur classement et leur reconnaissance. L'attention de Goodrich a toujours été axée sur l'évolution, à laquelle il fait des contributions notables, adhérant fermement à la théorie de Darwin de la sélection naturelle.
Goodrich est fait fellow de la Royal Society le 11 mai 1905. Pour son soixante-dixième anniversaire, en 1938, ses collègues et ses élèves publient un festschrift édité par Gavin de Beer : Evolution: essais sur les aspects de la biologie évolutive.

## Publications
- (en) E.S. Goodrich, dans Lankester E. Ray, Treatise on Zoology, vol. IX : The Vertebrata Craniata (Cyclostomes and Fishes), Londres, 1909
- (en) E.S. Goodrich, Living organisms: an account of their origin and evolution, Oxford University Press, 1924
- (en) E.S. Goodrich, Studies on the structure and development of Vertebrates, Londres, Macmillan, 1930, 837 p.
- (en) E.S. Goodrich, « On the coelom, genital ducts, and nephridia », Quarterly Journal of Microscopical Science, vol. 37,‎ 1895, p. 477–510
- (en) E.S. Goodrich, « Metameric segmentation and homology », Quarterly Journal of Microscopical Science, vol. 59,‎ 1913, p. 227–248
- (en) E.S. Goodrich, « The problem of the sympathetic nervous system from the morphological point of view », Proceedings of the Anatomical Society of Great Britain and Ireland, Journal of Anatomy, vol. 61,‎ 1927, p. 499
- (en) E.S. Goodrich, « The early development of the nephridia in Amphioxus, Introduction and part I: Hatschek's Nephridium », Quarterly Journal of Microscopical Science, vol. 76,‎ 1934, p. 499–510
- (en) E.S. Goodrich, « The early development of the nephridia in Amphioxus, part II: The paired nephridia », Quarterly Journal of Microscopical Science, vol. 76,‎ 1934, p. 655–674
- (en) E.S. Goodrich, « The study of nephridia and genital ducts since 1895 », Quarterly Journal of Microscopical Science, vol. 86,‎ 1945, p. 113–392